# Limosina flavena
Limosina flavena är en tvåvingeart som först beskrevs av Richards 1966.  Limosina flavena ingår i släktet Limosina och familjen hoppflugor.
Artens utbredningsområde är Kongo. Inga underarter finns listade i Catalogue of Life.